# 阿爾卡馬里納約克山
13°41′59″S 71°5′41″W / 13.69972°S 71.09472°W
阿爾卡馬里納約克山（Alcamarinayoc），是秘魯的山峰，位於該國南部庫斯科大區的基斯皮坎奇省，屬於安第斯山脈中韋爾卡努塔山脈的一部分，處於西維納科查湖和瓊皮山西北面，海拔高度6,102米。